# Beta glucosidasa
Beta-glucosidasa és un enzim glucosidasa que actua sobre els enllaços β1->4 que uneixen dos glucoses o molècules amb substitucions de glucosa. És una exocelulasa amb especificitat per diversos substrats de β-D-glucòsids. Catalitza la hidròlisis de residus terminals no reductors en beta-D-glucòsids, produint glucosa.

## Funció de la GBA
El gen GBA proporciona instruccions per fer un enzim anomenat beta-glucocerebrosidasa. Aquest enzim està actiu en els lisosomes, que són les estructures dins de les cél·lules que actuen com centres de reciclatge. Els lisosomes utilitzen enzims digestius per descompondre substàncies tóxiques, digerir bacteris que invadeixen la cèl·lula, i reciclar els components cel·lulars gastats. Sobre la base d'aquestes funcions, els enzims en el lisosoma a vegades s'anomenen enzims de neteja. El beta-glucocerebrosidasa és un enzim de neteja que ajuda a descompondre una molécula gran anomenada glucocerebrosidasa en un súcre (glucosa) y una molécula de greix més simple (ceramida).

## Trastorns associats amb el gen GBA
El gen que codifica l'enzim GBA (beta glucocerebrosidasa àcida) es troba en el cromosoma 1 (regió q21-q31). Actualment, hi ha més de 250 mutacions en el GBA que es transmeten de forma autosòmica recessiva.
Malaltia de Gaucher La malaltia de Gaucher és la malaltia de dipòsit lisosomal més freqüent causada per una activitat deficient d'un enzim lisosomal anomenat β-glucosidasa (β-Glu), també conegut com a beta glucosidasa àcida o glucocerebrosidasa.
Aquest enzim és actiu en els lisosomes, que són les estructures intracel·lulars que actuen com a centres de reciclatge. Els lisosomes utilitzen enzims digestius per descompondre substàncies tòxiques, digerir bacteris que envaeixen la cèl·lula, i reciclar els components cel·lulars gastats.
L'enzim beta-glucocerebrosidasa és un enzim de neteja que ajuda a descompondre una molècula gran anomenada glucosilceramida, esfingolípid no degradat, en un sucre (glucosa) i una molècula de greix més simple (ceramida).
El cos humà conté cèl·lules anomenades macròfags que degraden els fragments cel·lulars, desintegrant-los per posteriorment, reciclar-los.Aquest procés de reciclatge es realitza dins de compartiments cel·lulars coneguts com a lisosomes. L'enzim glucocerebrosidasa es troba en els lisosomes i és responsable de desintegrar la glucosilceramida.
Els individus amb la malaltia de Gaucher manquen de l'activitat adequada d'aquest enzim i són incapaços de desintegrar la quantitat suficient de glucosilceramida. Com a conseqüència, aquesta roman emmagatzemada dins dels lisosomes, engrandint els macròfags i evitant que funcionin normalment. Els macròfags que contenen l'excés de glucosilceramida són anomenats cèl·lules de Gaucher. Aquestes s'acumulen principalment en el fetge, a la melsa i en la medul·la òssia. Quan això passa, els òrgans afectats poden produir anèmia i sagnat incontrolat.

## Implicació alimentària
La beta glicosidasa és un enzim que actua en la hidròlisi de glucòsids, els quals generen la vanil·lina, component clau en el condiment de vainilla. Els enzims són presents en la planta de la vainilla tant en les fulles com en les beines. El paper de la glucosidasa és crucial pel que fa a la qualitat del producte final, el qual és d'interés comercial. Un dels pasos més rellevants és el procés de curació de les beines on té lloc la conversió enzimàtica dels glucòsids i conseqüentment, en aquest procés es desenvolupa el sabor característic de la vainilla. Entendre com funciona aquest enzim i quin paper desenvolupa resulta d'interés per poder aplicar els mecanismes d'acció o similars en alternatives de producció com seria el cas de la vanil·lina.